# Kwinkunks
Kwinkunks (łac. quincunx – quinque + uncia, „pięć dwunastych”) – pięcioelementowy wzór geometryczny, spotykany m.in. na kartach do gry, kościach do gry i kostkach domina, składający się z czterech elementów w czterech rogach czworokąta i jednego pośrodku pomiędzy nimi.
|  |
|  |

Nazwa wywodzi się z nazwy rzymskiej monety quincunx równej 5/12 asa; monety te zazwyczaj miały na swej powierzchni – jako oznaczenie nominału – pięć kropek, choć niekoniecznie w regularnym układzie geometrycznym takim, jak dziś jest on rozumiany.
Również żołnierzy rzymskich legionów w natarciu ustawiano tak, że tworzyli trzy naprzemienne szeregi, w których wyróżnić można geometryczny układ kwinkunksów; wzór ten stosowany bywa także m.in. przy organizacji sadów (szczególnie francuskich) oraz w architekturze.
We współczesnej grafice komputerowej wzorzec kwinkunks służy jako narzędzie do wygładzenia krawędzi obiektów (antyaliasingu). Próbki elementów obrazu pobrane w pięciu sąsiadujących ze sobą punktach układających się we wzór kwinkunksa służą do określania parametrów wyświetlanego piksela. Każda próbka jest równocześnie elementem kwinuksów służących do zdefiniowania parametrów również pikseli sąsiednich, toteż do redukcji aliasingu obrazu potrzebnych jest dwa razy więcej próbek, niż wynikowa liczba pikseli.
Pojęcie kwinkunks w astronomii i astrologii – czasem pod nazwą inconjunct – oznacza kąt równy  5/12 kąta pełnego (5/12×360°=150°).

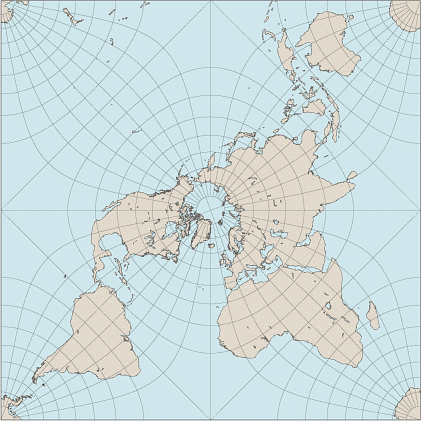
odwzorowanie kartograficzne Peirce’a oparte na geometrii kwinkunksa

Geometria  kwinkunksa użyta także została w 1879 przez Charlesa S. Peirce’a w odwzorowaniu kartograficznym. W odwzorowaniu tym – rzadko stosowanym – jeden z biegunów kuli umieszczony jest pośrodku kwadratu, natomiast przeciwległy – odwzorowywany jest równocześnie w czterech jego narożach. Ze względu na realia rozkładu lądów na ziemskim globie odwzorowanie to przydatne może być szczególnie wówczas, gdy biegun północny odwzorowywany jest na centrum kwadratu kwinkunksa, choć wariant ten „rozrywa” okolice bieguna południowego, w tym ląd Antarktydy na cztery części w cztery naroża kwadratu.